# Bathyplectes bryanti
Bathyplectes bryanti là một loài tò vò trong họ Ichneumonidae.